# 比利·基摩
比利·克利福德·基摩（英語：Billy Clifford Gilmour，2001年6月11日—）是一名蘇格蘭職業足球員，司職中場，現時效力意甲球會拿玻里，並代表蘇格蘭參加國際賽事。
基摩此前為蘇超球隊格拉斯哥流浪的青年梯隊球員，並以年僅15歲之齡參與一隊訓練。基摩隨後拒絕格拉斯哥流浪給予的職業合約，在2017年加盟車路士。他在效力車路士期間曾被外借到諾域治。基摩在2022年轉投白禮頓，並在加盟的首個賽季協助球隊取得歐戰資格。他在2024年夏季轉會窗轉投意大利球會拿玻里。
基摩曾代表蘇格蘭的各級青年梯隊，並在2021年首次為蘇格蘭國家隊上陣。他曾在2020年歐洲國家盃和2024年歐洲足球錦標賽代表蘇格蘭。

## 早年生活
基摩出生於蘇格蘭格拉斯哥，並在北艾爾郡阿德羅森成長。其父親為前英國皇家海軍士兵，並曾效力阿德羅森溫頓流浪青年隊。基摩曾分別入讀阿德羅森的斯坦利小學（Stanley Primary School）和基爾馬諾克的格蘭奇學校，並在就讀後者時參與蘇格蘭足球協會的足球員培訓計劃。

## 球會生涯

### 格拉斯哥流浪
基摩於格拉斯哥流浪的青訓學院開始足球生涯，並在2016年12月以17歲之齡為格拉斯哥流浪的U20梯隊上陣，並在一個月後獲球會一隊領隊邀請參與一隊訓練。在禾貝頓被解雇後，基摩曾兩次被看守領隊格萊姆·穆蒂列進蘇格蘭足總盃的大隊名單內。
格拉斯哥流浪下任領隊形容基摩是一位前途光明的球員，並與基摩的家人進行會談，試圖說服他續約，而蘇格蘭足球協會的球員表現總監曾向基摩和其家人建議他留在格拉斯哥流浪以獲得更多的一隊經驗。
格拉斯哥流浪最終在2017年5月宣佈與英超球會車路士達成有關基摩的轉會協議，車路士將支付一筆「鉅額」的轉會費。天空體育報稱車路士支付了約50萬英鎊的青年球員轉會賠償金，並設有按球員表現而定的獎金。

### 車路士

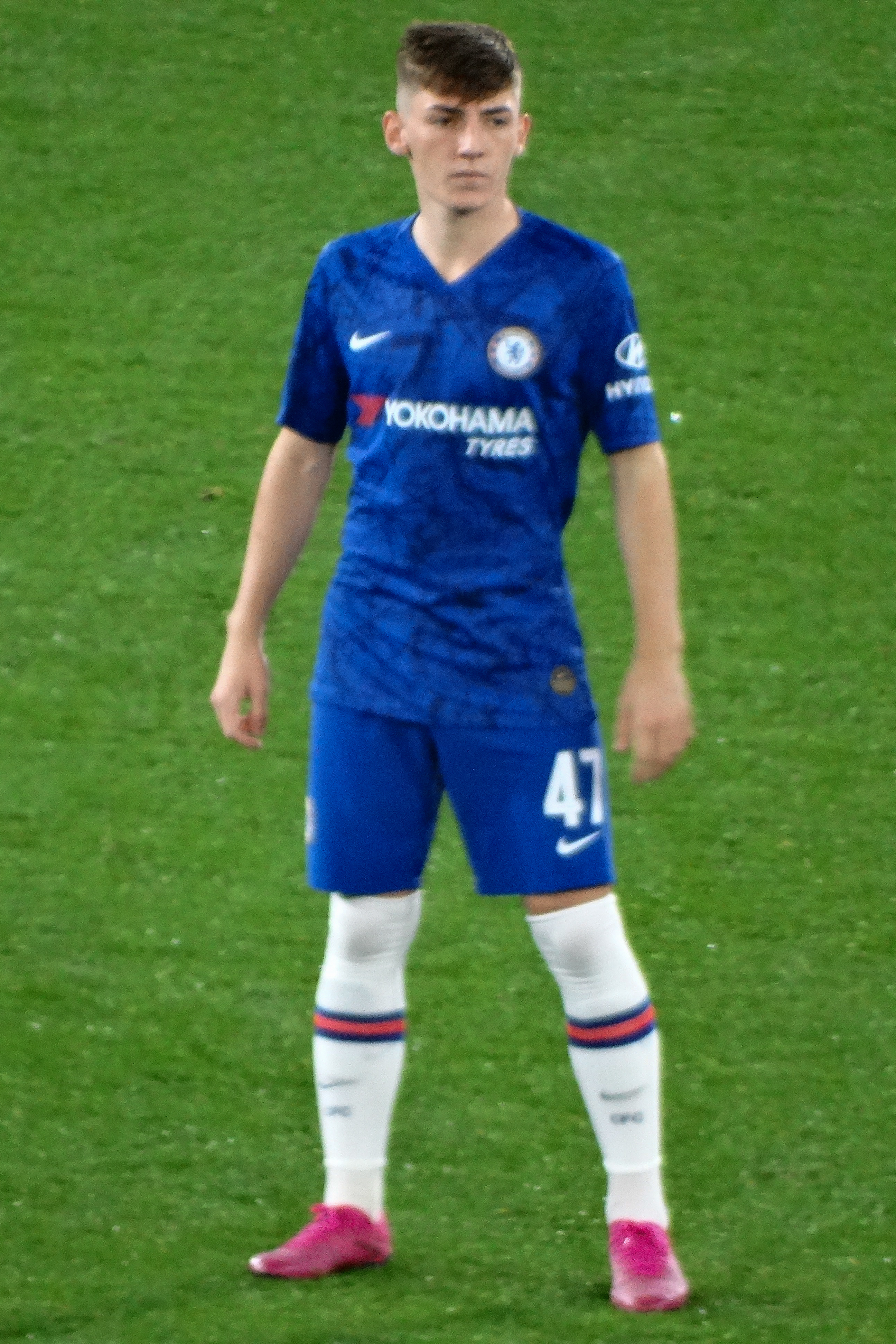
基摩在2019年為車路士上陣

基摩在16歲生日後，於2017年7月正式與車路士簽約。他先加入球會的U18梯隊，並在2017年9月對陣阿仙奴U18的地標戰中攻入一球，2018年7月，年滿17歲的基摩與車路士簽下了他的首份職業合約。
2019年7月10日，新上任的主帥法蘭克·林柏特讓基摩在對陣的季前熱身賽下半場上陣，完成一隊地標戰。基摩在一個月後入選車路士的2019年歐洲超級盃參賽名單，但並未上陣。同年8月31日，他在對陣錫菲聯的英超比賽中後備入替塔米·亚伯拉罕，完成職業生涯地標戰。同年9月12日，他與球會續約至2023年。同月25日，他在對陣甘士比的聯賽盃賽事中首次為球隊正選上陣，並踢滿90分鐘，協助球隊以7–1大勝對手。基摩在2020年2月獲正式提升到球會一隊。同年3月3日，他在對陣利物浦的足總盃賽事中表現出色，協助球隊以2–0勝出。基摩在五日後首次在英超賽事中正選上陣，他在球隊以4–0大勝愛華頓的比賽後獲選為比賽最佳球員。他在7月因膝傷提早結束賽季，未能為車路士在因2019冠状病毒病疫情而延期的歐冠賽事中上陣。他在賽季結束後獲選為球會年度最佳青訓球員。
2020年9月，基摩在外借離隊後接下了他的23號球衣。同年12月2日，基摩在球隊以4–0擊敗西維爾的比賽中首次於歐洲頂級賽事上陣。一星期後他在對陣卡斯洛達的比賽中首次於歐冠正選上陣，球隊以1–1賽和對手。2021年5月29日，他被列入球隊的2021年欧洲冠军联赛决赛大隊名單，但並未上陣。

#### 外借諾域治
2021年7月，基摩被外借到英超球會諾域治，為期一季。他共為球隊在聯賽中上陣24次，但未能阻止諾域治在季尾敬陪末座，需在來季降班到英冠作賽。
2022年6月，車路士激活了基摩合約中續約一年的選項，與其續約至2024年6月。

### 白禮頓
2022年9月1日，英超球會白禮頓宣布簽入基摩，他簽下一紙為期四年的合約。他在三日後上演地標戰，在對陣李斯特城的比賽中後備入替。同年11月9日，他在對陣阿仙奴的聯賽盃比賽中首次為球隊正選上陣，並交出一個助攻予同是車路士青訓出身的，協助白禮頓以3–1爆冷擊敗對手。
基摩在接近三個月未有上陣機會後，在2023年4月29日重獲正選，並協助球隊以6–0大勝狼隊，是白禮頓球會史上最大勝仗。他在接下來對陣曼聯和阿仙奴的勝仗中繼續獲得正選機會。基摩在該賽季成功協助球隊在聯賽中排名第六，取得來季歐霸盃參賽資格，是球會史上首次參與歐洲賽事。
2023年9月21日，基摩在白禮頓隊史首場歐洲賽中正選上陣，但球隊最終以2–3不敵AEK雅典。

### 拿玻里
2024年8月30日，意甲球會拿玻里宣布簽入基摩，合約為期五年，轉會費據報為1200萬英鎊，另設400萬鎊獎金。拿玻里在同日簽入基摩的國家隊隊友。同年9月24日，他在對陣卡利亞里的意甲比賽中後備入替，協助球隊以4–0的比數勝出。

## 國家隊生涯
基摩在2016年隨蘇格蘭U16參與勝利盾賽事。2017年8月18日，基摩在對陣意大利的熱身賽中首次為蘇格蘭U17上陣。他在兩天後在對陣英格蘭時首次為該梯隊入球，但未能阻止球隊以2–1落敗。
2018年5月，基摩入選蘇格蘭U21的2018年土倫盃國際足球錦標賽參賽名單，並在球隊以1–0爆冷擊敗法國的比賽中首次為U21梯隊上陣。蘇格蘭最終以殿軍完成賽事，他被選頒賽事最突出球員獎，並入選賽事最佳陣容。
基摩的蘇格蘭U21首次亮相在2018年土倫盃國際足球錦標賽對陣法國U21的比賽中出現，該場賽事他們以1–0戰勝對手。以殿軍結束錦標賽後，基摩獲頒最突出球員獎。
2021年5月19日，基摩入選蘇格蘭的2020年歐洲國家盃26人參賽名單，他在6月2日對陣荷蘭的熱身賽中上演國家隊地標戰，在比賽第81分鐘後備上陣。同月18日，基摩在對陣英格蘭的歐國盃小組賽賽事中首次為蘇格蘭正選上陣，他協助球隊以0–0逼和對手，並在賽後獲選為比賽最佳球員。他及後因確診COVID-19而未能在對陣克羅地亞的最後一場小組賽中上陣。
2023年10月17日，基摩在蘇格蘭以4–1敗予法國的熱身賽中射入國家隊生涯首個入球。
2024年6月7日，基摩入選蘇格蘭的2024年歐洲足球錦標賽參賽名單。他在首場分組賽對東道主德國的5–1敗仗中後備上陣，在接下來對陣賽和瑞士和敗予匈牙利的小組賽中則正選上陣。

## 生涯數據
最後更新：2024年11月10日
| 效力球會       | 球季     | 聯賽     | 聯賽 | 聯賽 | 國家盃賽 | 國家盃賽 | 聯賽盃賽 | 聯賽盃賽 | 歐洲賽事 | 歐洲賽事 | 其他 | 其他 | 總計 | 總計 |
| 效力球會       | 球季     | 聯賽     | 上陣 | 入球 | 上陣     | 入球     | 上陣     | 入球     | 上陣     | 入球     | 上陣 | 入球 | 上陣 | 入球 |
| -------------- | -------- | -------- | ---- | ---- | -------- | -------- | -------- | -------- | -------- | -------- | ---- | ---- | ---- | ---- |
| 車路士U23      | 2018–19  | —        | —    | —    | —        | —        | —        | —        | —        | —        | 5    | 0    | 5    | 0    |
| 車路士U23      | 2019–20  | —        | —    | —    | —        | —        | —        | —        | —        | —        | 2    | 0    | 2    | 0    |
| 車路士U23      | 2020–21  | —        | —    | —    | —        | —        | —        | —        | —        | —        | 1    | 0    | 1    | 0    |
| 車路士U23      | 總計     | 總計     | 0    | 0    | 0        | 0        | 0        | 0        | 0        | 0        | 8    | 0    | 8    | 0    |
| 車路士         | 2019–20  | 英超     | 6    | 0    | 3        | 0        | 2        | 0        | 0        | 0        | 0    | 0    | 11   | 0    |
| 車路士         | 2020–21  | 英超     | 5    | 0    | 4        | 0        | 0        | 0        | 2        | 0        | —    | —    | 11   | 0    |
| 車路士         | 總計     | 總計     | 11   | 0    | 7        | 0        | 2        | 0        | 2        | 0        | 0    | 0    | 22   | 0    |
| 諾域治（外借） | 2021–22  | 英超     | 24   | 0    | 2        | 0        | 2        | 0        | —        | —        | —    | —    | 28   | 0    |
| 白禮頓         | 2022–23  | 英超     | 14   | 0    | 1        | 0        | 2        | 0        | —        | —        | —    | —    | 17   | 0    |
| 白禮頓         | 2023–24  | 英超     | 30   | 0    | 2        | 0        | 1        | 0        | 8        | 0        | —    | —    | 41   | 0    |
| 白禮頓         | 2024–25  | 英超     | 2    | 0    | —        | —        | 0        | 0        | —        | —        | —    | —    | 2    | 0    |
| 白禮頓         | 總計     | 總計     | 46   | 0    | 3        | 0        | 3        | 0        | 8        | 0        | 0    | 0    | 60   | 0    |
| 那不勒斯       | 2024–25  | 意甲     | 9    | 0    | 1        | 0        | —        | —        | —        | —        | —    | —    | 10   | 0    |
| 生涯總計       | 生涯總計 | 生涯總計 | 90   | 0    | 13       | 0        | 7        | 0        | 10       | 0        | 8    | 0    | 128  | 0    |

1. 1 2 3  於英格蘭足球聯賽錦標賽上陣。
2. ↑  於歐冠賽事上陣。
3. ↑  於歐霸盃賽事上陣。

### 國家隊
最後更新：2024年11月18日
| 代表國家隊 | 年份 | 上陣 | 入球 |
| ---------- | ---- | ---- | ---- |
| 蘇格蘭     | 2021 | 10   | 0    |
| 蘇格蘭     | 2022 | 6    | 0    |
| 蘇格蘭     | 2023 | 7    | 1    |
| 蘇格蘭     | 2024 | 13   | 1    |
| 總計       | 總計 | 36   | 2    |

| # | 日期           | 地點                            | 對手 | 入球比數 | 最終比數 | 賽事                        |
| - | -------------- | ------------------------------- | ---- | -------- | -------- | --------------------------- |
| 1 | 2023年10月17日 | 法國阿斯克新城皮埃尔·莫鲁瓦球场 | 法國 | 1–0      | 1–4      | 熱身賽                      |
| 2 | 2024年9月5日   | 苏格兰格拉斯哥球場              | 波蘭 | 1–2      | 2–3      | 2024年至2025年歐洲國家聯賽A |

所有比數左側代表蘇格蘭，入球比數欄代表基摩入球後場上的比數

## 榮譽

### 球會
車路士青年隊
- U18超級聯賽：2017–18[63]
- 英格蘭足總青年盃：2017–18

 車路士
- 欧洲冠军联赛：2020–21[64]

 拿玻里
- 意大利足球甲级联赛：2024–25[65]

### 個人
- 土倫盃國際足球錦標賽最突出球員獎：2018（英语：2018 Toulon Tournament）[46][47]
- 土倫盃國際足球錦標賽最最佳陣容：2018（英语：2018 Toulon Tournament）[48]
- 車路士年度最佳青訓球員：2019–20[25]

## 外部連結
- Soccerway資料庫：比利·基摩
- 足球数据库：比利·基摩的球员统计数据
- 比利·基摩的X（前Twitter）
- 比利·基摩 （页面存档备份，存于） 於歐洲足球協會官網的檔案
- 比利·基摩 （页面存档备份，存于） 於車路士官網的檔案